# Universidade Marien Ngouabi
A Universidade Marien Ngouabi (UMNG; em francês: Université Marien Ngouabi) é uma universidade pública da República do Congo com sede na cidade de Brazavile. Foi fundada em 1971, e era originalmente chamada de Universidade de Brazavile.
É a maior e mais prestigiosa universidade brazavile-congolesa.

## História
A tradição histórica da Universidade Marien Ngouabi inicia-se com a fundação do "Centro para o Ensino Superior de Brazavile" (CESB), que iniciou suas atividades em 1959. Em 1961 tal instituição foi sucedida pela Fundação para o Ensino Superior na África Central (FESAC).
Finalmente, a FESAC foi convertida em Universidade de Brazavile em 4 de dezembro de 1971. Em sua fundação, adotou o conceito de universidade nacional, que tinha o objetivo de fazer valer a soberania acadêmica do país.
Após o assassinato do presidente Marien Ngouabi em 18 de março de 1977, a universidade foi renomeada em sua homenagem em 28 de julho de 1977.
Até 2020 era a única instituição pública universitária brazavile-congolesa, quando surge, igualmente sediada na capital, a Universidade Denis Sassou-N'guesso.